# 中国大陆2019冠状病毒病疫情相关抗议
本文介紹中国大陆群众对中国共产党和中华人民共和国政府制定的COVID19疫情應對措施的反抗，包括拒絕配合、抗議等反抗方式。

## 2020年
2020年初，湖北武汉的小商店主在武汉大洋百货外抗议继续收取租金，高喊“免租金一年，否则退租”。示威的视频被发布在社交媒体平台新浪微博上，但很快就被删除了。 一名妇女在试图召集大约100人抗议封锁期间管理不善和价格过高的规定后被捕并面临刑事指控。她被控寻衅滋事罪，这是一项通常用于持不同政见者和社会活动家的罪行。

## 2022年
- 2022年3月上海市2019冠状病毒病聚集性疫情相关争议及事件
- 2022年4月北京市2019冠状病毒病聚集性疫情 § 封控、隔离与转运
- 四通桥事件
- 11月16日，郑州大学同学聚集表达反对过度防疫的诉求[3]。
- 2022年郑州富士康抗议
- 白紙運動
  - 2022年新疆乌鲁木齐抗议
  - 南京傳媒學院白纸行动
  - 2022年上海乌鲁木齐中路抗议
- 12月4日晚，约100名武汉大学学生在行政楼前聚集，要求校方比照其他学校做法让学生提前返乡，并喊出“信息透明，过程公开”的口号[4][5]。